# Galdrastafir-Manuskripte

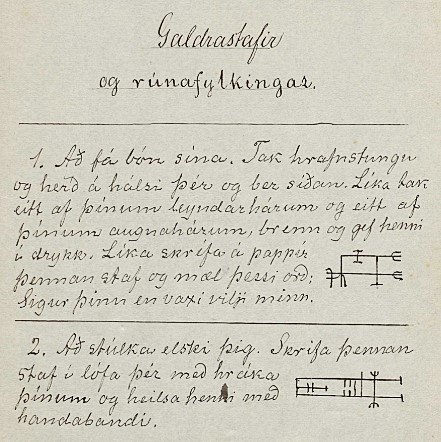
Galdrastafir-Manuskript I, Seite 1 – vor 1915

Die Galdrastafir-Manuskripte (isländisch Plural von galdrastafur: „Zauberstäbe“, „Zauberzeichen“) sind sechs handschriftliche isländische Grimoires, die bis zum frühen 19. Jahrhundert entstanden sind. Sie wurden von dem isländischen Volkskundler, Schriftsteller und Pfarrer Jónas Jónasson (1856–1918) in Hrafnagil, das in unmittelbarer Nähe von Akureyri liegt, verfasst. In Akureyri sind auch das Huld-Manuskript und das Galdrakver-Manuskript – beide Handschriften sind etwa 50 Jahre jünger – entstanden. Die sechs Galdrastafir-Manuskripte befinden sich heute in der National- und Universitätsbibliothek Islands unter den Signaturen 5472 I 4to bis 5472 VI 4to.

## Beschreibung
Die ersten vier Manuskripte bezeichnet Jónas Jónasson mit „Galdrastafir“ und nummeriert sie ab der zweiten bis zur vierten Handschrift durch. Enthalten sind Abbildungen und Hinweise über die Anwendung von 430 magischen isländischen Zeichen. Der weitaus überwiegende Teil der in Jónas Jónassons Handschriften abgebildeten und erklärten Galdrastafir ist in anderen der insgesamt etwa 20 isländischen Grimoires nicht zu finden. So zeigen beispielsweise das Huld-Manuskript 30 und das Galdrakver-Manuskript 253 durchnummerierte Abbildungen. Das Manuskript I hat 36 beschriebene Seiten, Manuskript II 47, Manuskript III 24 und Manuskript IV 25 Seiten.
Zwei Manuskripte sind mit Skýringar og galdrastafir („Erklärungen und Zauberzeichen“) bezeichnet, wobei die zweite Handschrift als solche nummeriert ist. Diese beiden Manuskripte enthalten keine neuen Zeichen, sondern geben durchnummerierte Erklärungen zu den 430 Abbildungen der Manuskripte eins bis vier. Bei diesen zwei Handschriften erfolgt gemäß handrit.is die Weiterzählung mit V und VI. Manuskript V hat 60 Seiten und Manuskript VI 7 beschriebene Seiten.
Für das erste Manuskript sowie für die Handschriften mit den Erklärungen verwendet Jónas Jónasson Schulhefte. Bei den Handschriften zwei bis vier dagegen benutzt er jeweils als Umschlag an ihn adressierte Briefumschläge, wobei auf den Umschlägen zu den Heften zwei und drei vorne und hinten bei den beiden Heften die Poststempel auf den Briefmarken deutlich das Jahr 1915 aufweisen. Dies könnte ein Hinweis auf die etwaige Verfassungszeit der Galdrastafir-Manuskripte sein.

## Literatur

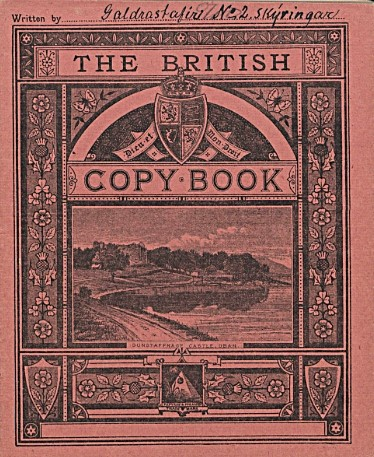
Jónas Jónasson: Galdrastafir/Sýringar 2 – etwa 1915

### Abbildungen aus Galdrastafir I (Auswahl)

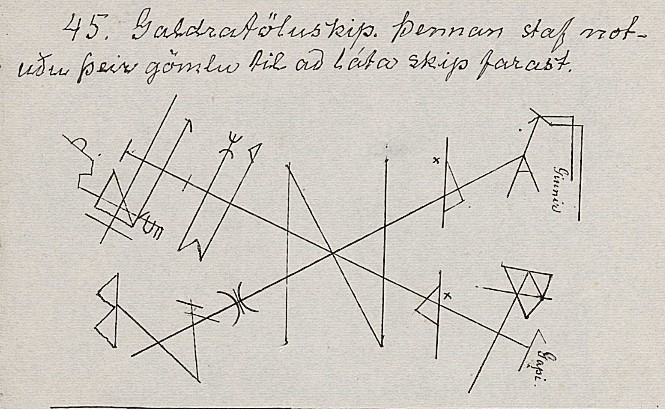
Galdratöluskip
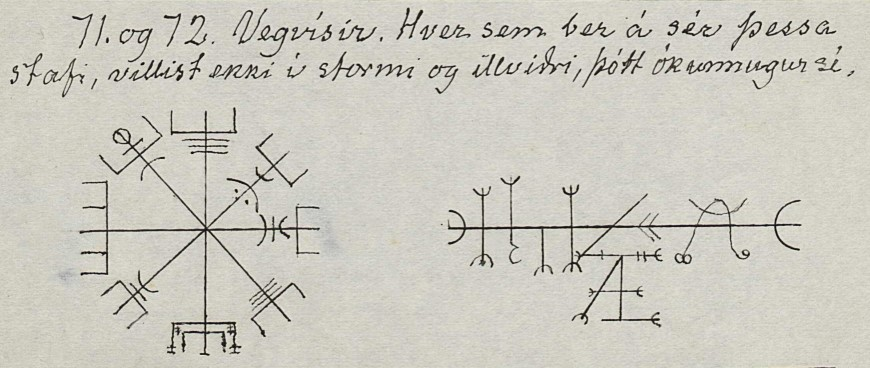
Vegvísir
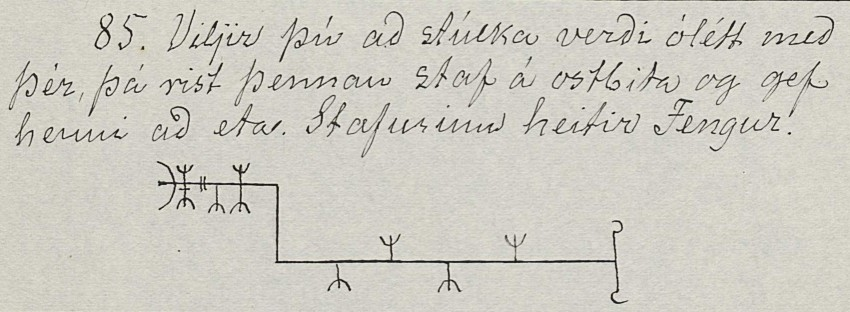
Fengur
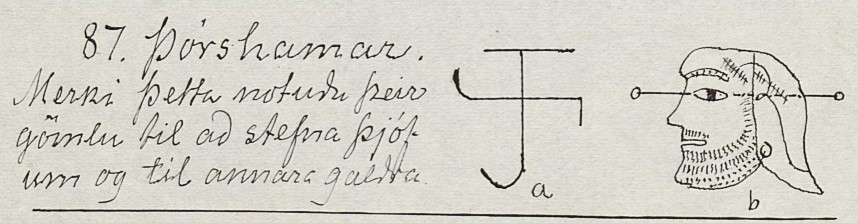
Þórshamar